# Courte paille
Pour les articles homonymes, voir Courtepaille.
Cet article possède un paronyme, voir La Courte Paille.
Tirer à la courte paille, ou plus anciennement à la bûchette, est une méthode de tirage au sort qui est utilisée dans un groupe social afin de sélectionner lequel de ses membres devra accomplir une tâche pour laquelle il y a plusieurs volontaires, ou au contraire pour laquelle il n'y en a aucun.

## Déroulement
L'un des membres du groupe sélectionne autant de brins de paille (ou plus généralement, d'objets allongés : allumettes, etc.) qu'il y a de participants, en s'assurant qu'au moins l'un d'entre eux est plus court que les autres.
À l'abri des regards de ses partenaires, il place ces brins dans son poing en ne laissant apparaître pour chacun d'eux qu'une seule des extrémités, et en alignant horizontalement ces extrémités restées visibles : il est ainsi impossible de déterminer la longueur de chaque brin.
Il les tend alors vers ses partenaires, qui en tirent un chacun. Pour préserver le hasard, celui qui tient les brins, comme il dispose d'informations supplémentaires, ne doit pas en tirer : le brin qu'il se voit attribuer est celui qui n'a pas été choisi à l'issue du tirage de ses compagnons.
Enfin ils comparent la longueur de leurs brins respectifs : c'est celui qui a le plus court qui gagne.

## Apparitions et utilisations
- Dans l'une des Fables de Jean de La Fontaine, intitulée La Goutte et l'Araignée, l'Enfer propose à la Goutte et l'Araignée, considérées tout aussi nuisibles pour l'Homme l'une que l'autre, de « [tirer à la] bûchette ».

- Dans le film Tueurs de dames, les malfrats tirent à la courte-paille pour désigner celui qui devra éliminer un témoin gênant.
- Le 2 février 1821, des naufragés du baleinier l'Essex, affamés, décident de tirer à la courte-paille pour désigner l'un d'entre-eux qui sera abattu pour être mangé. Le sort tomba sur Owen Coffin, 18 ans.

- Dans la comptine Il était un petit navire, les matelots, affamés, tirent à la courte paille pour décider lequel d'entre eux servira de repas aux autres :

« On tira z'à la courte paille, (bis)
Pour savoir qui, qui, qui serait mangé, (bis)
Ohé ! Ohé !

Le sort tomba sur le plus jeune, (bis)
C'est donc lui qui, qui, qui fut désigné, (bis)
Ohé ! Ohé ! »

- C'est à la courte paille que Fernand Bonnier de La Chapelle, résistant français durant la Seconde Guerre mondiale, a été choisi pour assassiner François Darlan le 24 décembre 1942 à Alger[réf. nécessaire].

- La courte paille peut aussi apparaître dans les élections britanniques[1].